# بیلند
این روستا به ادعای ساکنین آن در گذشته به دار المومنین مشهور بوده است.
روستای بیلُندیکی از بزرگترین روستاهای شهرستان گناباد بوده و در فاصله پنج کیلومتری شمال مرکز شهرستان واقع شده‌است. با توجه به تقسیمات سیاسی موجود، این روستا در بخش مرکزی شهرستان گناباد واقع گردیده‌است. بیلند از سمت شمال به روستای قوژد، از سمت شرق به روستای مند، از سمت غرب به جاده آسیایی گناباد - مشهد و از سمت جنوب به روستای بزرگ باغ آسیا و شهر گناباد محدود است.
از لحاظ توپوگرافی، این روستا در یک منطقه نسبتاً صاف و هموار واقع شده‌است و از لحاظ آب و هوایی، دارای آب و هوای گرم می‌باشد و به علت کمبود بارندگی، فاقد منابع آب سطحی دائمی می‌باشد. با این وجود در این روستا از آب سه قنات به نام‌های قنات بیلند، قنات زیر زمینی و قنات دیزق برای مصرف کشاورزی استفاده می‌شود که سهمی از آب قنات دیزق به روستاهای قوژد و باغ آسیا می‌رود.

## مشاهیر و نامداران
- ملاعبدالصمد بیلندی (فقیه و محدث)
- حاج ملاشیخ ذبیح‌الله بیلندی (فقیه و محدث)
- حاج شیخ نجم الدین بیلندی (حکما و دانشمندان سایر علوم)
- شیخ نظام الدین بیلندی (حکما و دانشمندان سایر علوم)
- شیخ محمد بیلندی (حکما و دانشمندان سایر علوم)
- شیخ ضیاءالدین  (واقف بزرگ و خیر مدفون در مسجد میرزاعرب )
- حاج علی محمد (مَلِک) / (خیر بزرگ)
- ملا عبدالعلی بیلندی (عرفا)
- علامه شیخ محمد تقی بهلول

احمد حسنزاده بیلندی

## قنات ها
قنات نام و نعمت آشنایی است که از گذشته تا امروز مردمان ایران و به خصوص مردمان گناباد با آن آشنا هستند. در محدوده شهرستان گناباد تا کنون ۷۲۰ قنات شناسایی شده که از این میان ۵۹۹ رشته فعال است. ۱۸ عدد از این قنوات دائمی هستند و در تمامی طول سال میزان آب دهی یا دبی (کمیت) مناسبی دارند.
روستای بیلند هم به عنوان یکی از روستاهای کشاورزی و دامپروری شهرستان دارای قنواتی دائمی و فصلی است که از این میان می‌توان به:
- قنات کلاته حسینزاده
- قنات کلاته دستوری
- قنات کاریز قوژد
- کلاغ کوه
- محمدآباد
- قنات رضا داوری
- قنات کلاته اتابک
- قنات بزمکشو
- قنات کلاته روحانی
- قنات کلاته کلوخ
- قنات کلاته سرهنگی
- قنات کلاته عباس
- قنات کلاته مسگرا
- قنات کلاته چهاراسد
- قنات زیرزمینی
- قنات بیلند اشاره کرد.

از بین قنوات ذکر شده، قنات بیلند به لحاظ داشتن بیشترین میله چاه، عمیق‌ترین مادرچاه و طولانی‌ترین و پرآب‌ترین و بیشترین سطح زیر کشت و مهم‌ترین قنات این روستا محسوب می‌شود.

## مکان های دیدنی
خانه علامه شیخ محمد تقی بهلول
مسجد جامع میرزاعرب